# David Leitch
Pour les articles homonymes, voir Leitch.
David Leitch, né le 16 novembre 1975 à Kohler (Wisconsin), est un cascadeur, coordinateur de cascades, acteur, assistant réalisateur et réalisateur américain. Il est le cofondateur de la société de production 87North Productions.

## Biographie

### Jeunesse et débuts
David Leitch naît le 16 novembre 1975 à Kohler (Wisconsin) de parents d'origines allemande, anglaise, néerlandaise et norvégienne.
Il est passionné d'arts martiaux depuis sa jeunesse, participe à des compétitions d'arts martiaux durant sa vie étudiante et une fois diplômé, il ouvre sa propre école. C'est dans ce cadre qu'il rencontre Chad Stahelski avec qui il collaborera durablement.

### Carrière
Il commence sa carrière de cascadeur au milieu des années 1990 dans des séries télévisées comme Sept à la maison, Ally McBeal ou encore Buffy contre les vampires. Il fait ses débuts au cinéma dans la comédie Capitaine Orgazmo (1997) et travaille ensuite sur un film au budget plus important, Blade (1998). À la fin des années 1990 jusqu'au milieu des années 2000, il est notamment la doublure de Brad Pitt sur plusieurs films (Fight Club, Le Mexicain, Spy Game : Jeu d'espions, Ocean's Eleven, Troie, Mr. et Mrs. Smith) et de Jean-Claude Van Damme (Replicant, The Order).
En parallèle à son métier de cascadeur, il devient peu à peu coordinateur des cascades au début des années 2000 sur des films comme The Score (2001). Il évolue également parfois comme chorégraphe de scènes de combat comme pour Shérif, fais-moi peur (2005). Il décroche également des rôles mineurs dans des films où il officie aux cascades comme Ocean's Eleven, V pour Vendetta, Ninja Assassin, Le Flingueur ou encore Jason Bourne : L'Héritage.
Dès 2003, il développe son activité en devenant réalisateur de la seconde équipe, d'abord sur In Hell (2003) de Ringo Lam, puis sur des films aux budgets importants comme Le Flingueur (2011), Hansel et Gretel : Witch Hunters (2013), Wolverine : Le Combat de l'immortel (2013), Ninja Turtles (2014), etc. Il se lance ensuite un nouveau défi : la réalisation. Il coréalise le film d'action John Wick (2014) avec la collaboration de Chad Stahelski. Keanu Reeves y incarne un ancien tueur à gages dans sa quête de vengeance. Le film reçoit des critiques globalement positives et totalise environ 86 millions de recettes mondiales, pour un budget de 20 millions de dollars.
Il poursuit son parcours de réalisateur, cette fois en solo, avec le thriller Atomic Blonde. Dans ce film, sorti en 2017, il dirige notamment Charlize Theron, Sofia Boutella et James McAvoy. Il réalise ensuite la suite de Deadpool, sortie en 2018.
Il intègre ensuite une nouvelle franchise avec Fast and Furious: Hobbs and Shaw, spin-off de Fast and Furious centré sur les personnages incarnés respectivement par Dwayne Johnson et Jason Statham.
Il réalise par la suite Bullet Train, un huis clos ferroviaire avec Brad Pitt dans le rôle principal. Le film sort en août 2022.
Il réalise ensuite The Fall Guy, adaptation de la série télévisée L'Homme qui tombe à pic diffusée entre 1981 et 1986. Ryan Gosling y reprend le rôle tenu par Lee Majors dans la série. Le film sort courant 2024. Il met ensuite le film de casse How to Rob a Bank prévu pour 2026.

### Vie privée
Il est marié à Kelly McCormick, productrice de cinéma, avec laquelle il a fondé 87North Productions en 2014.

## Filmographie
Sauf indication contraire, les informations mentionnées dans cette section peuvent être confirmées par la base de données cinématographiques IMDb,  présente dans la section « Liens externes ».

### Réalisateur
- 2014 : John Wick (non crédité, coréalisé avec Chad Stahelski)
- 2017 : Atomic Blonde
- 2018 : Deadpool 2
- 2019 : Fast and Furious: Hobbs and Shaw
- 2022 : Bullet Train
- 2024 : The Fall Guy
- 2026 : How to Rob a Bank

### Réalisateurseconde équipe
- 2003 : In Hell de Ringo Lam
- 2008 : The Midnight Meat Train de Ryūhei Kitamura
- 2009 : Ninja Assassin de James McTeigue
- 2009 : The King of Fighters de Gordon Chan
- 2011 : Le Flingueur (The Mechanic) de Simon West
- 2011 : Conan (Conan the Barbarian) de Marcus Nispel
- 2011 : Time Out (In Time) d'Andrew Niccol
- 2013 : Hansel et Gretel : Witch Hunters (Hansel & Gretel: Witch Hunters) de Tommy Wirkola
- 2013 : Parker de Taylor Hackford
- 2013 : Les Âmes vagabondes (The Host) d'Andrew Niccol
- 2013 : Wolverine : Le Combat de l'immortel (The Wolverine) de James Mangold
- 2013 : Évasion (Escape Plan) de Mikael Håfström
- 2013 : Légendes vivantes (Anchorman 2 : The Legend Continues) d'Adam McKay
- 2014 : Ninja Turtles (Teenage Mutant Ninja Turtles) de Jonathan Liebesman
- 2014 : Dracula Untold de Gary Shore
- 2015 : Jurassic World de Colin Trevorrow
- 2015 : Hitman: Agent 47 d'Aleksander Bach
- 2016 : Captain America : Civil War d'Anthony et Joe Russo
- 2016 : Ninja Turtles 2 (Teenage Mutant Ninja Turtles : Out of the Shadows) de Dave Green

### Producteur / producteur délégué
- 2007 : Fetch de Daniel Bernhardt (court métrage)
- 2014 : John Wick de lui-même et Chad Stahelski
- 2016 : Rain (mini-série)
- 2016 : Arch : The Story de Todd Matthew Grossman (court métrage)
- 2017 : John Wick 2 (John Wick : Chapter 2) de Chad Stahelski
- 2019 : John Wick Parabellum (John Wick : Chapter 3 – Parabellum) de Chad Stahelski
- 2021 : Nobody d'Ilya Naishuller
- 2021 : Kate de Cédric Nicolas-Troyan
- 2022 : Bullet Train de lui-même
- 2022 : Violent Night de Tommy Wirkola
- 2023 : Le Continental : D'après l'Univers de John Wick (The Continental: From the World of John Wick) (série TV)
- 2024 : The Fall Guy de lui-même
- 2025 : Nobody 2 de Timo Tjahjanto
- 2025 : Back to Business (Love Hurts) de Jonathan Eusebio
- 2026 : How to Rob a Bank de lui-même

### Acteur

#### Télévision
- 1998 : Le Flic de Shanghaï (Martial Law) (série télévisée), saison 1, 5 épisodes : David Hasbro
- 2000 : Power Rangers : Sauvetage éclair (Power Rangers : Lightspeed Rescue) (série télévisée), saison 1, épisode 8 Up to the Challenge : Brian
- 2001 : Walker, Texas Ranger (série télévisée), saison 9, épisode 17 Medieval Crimes : Floyd Jessup
- 2003 : L.A. County brigade criminelle (L.A. Sheriff's Homicide) (téléfilm) de David Anspaugh : le flic sérieux
- 2004 : Charmed (série télévisée), saison 7, épisode 9 There's Something About Leo : Innocent

#### Cinéma
- 2000 : Yup Yup Man de Glenn Klinker : Blaze
- 2001 : The Order de Sheldon Lettich : inspecteur Mike Moran
- 2001 : Ocean's Eleven de Steven Soderbergh : un agent de sécurité (non crédité)
- 2022 : Nine Lives d'Andrew Green : Paul
- 2003 : In Hell de Ringo Lam : Paul
- 2005 : Shérif, fais-moi peur (The Dukes of Hazzard) de Jay Chandrasekhar : Puncher
- 2005 : Sledge : The Untold Story de Brad Martin : Frank Sledge
- 2006 : V pour Vendetta (V for Vendetta) de James McTeigue : Convenience Store V
- 2006 : 300 de Zack Snyder : guerrier sparte (non crédité)
- 2007 : Fetch (court métrage) de Daniel Bernhardt : John "Fetch" Fetcher
- 2009 : Ninja Assassin de James McTeigue : Un garde d'Europol
- 2009 : The King of Fighters de Gordon Chan : Terry Bogard
- 2011 : Le Flingueur (The Mechanic) de Simon West : Sebastian
- 2012 : Jason Bourne : L'Héritage (The Bourne Legacy) de Tony Gilroy : le chauffeur
- 2013 : Évasion (Escape Plan) de Mikael Håfström : second lieutenant
- 2018 : Deadpool 2 de lui-même : Un mutant
- 2019 : Fast and Furious : Hobbs and Shaw de lui-même : Le pilote de l'hélicoptère Eteon
- 2022 : Bullet Train de lui-même : Jeff Zufelt

### Cascadeur et/ou coordinateur des cascades, chorégraphe des scènes de combat
- 1997 - 2001 : Buffy contre les vampires (Buffy the Vampire Slayer)
- 1999 : Fight Club de David Fincher
- 2000 : L'Homme du président (The President's Man) de Michael Preece
- 2000 : Big Mamma de Raja Gosnell
- 2000 : Les Chemins de la dignité (Men of Honor) de George Tillman Jr.
- 2001 : Le Mexicain (The Mexican) de Gore Verbinski
- 2001 : Ocean's Eleven de Steven Soderbergh
- 2001 : The Order de Sheldon Lettich
- 2003 : Matrix Reloaded / Matrix Revolutions des Wachowski
- 2004 : Troie (Troy) de Wolfgang Petersen
- 2005 : Serenity de Joss Whedon
- 2007 : 300 de Zack Snyder
- 2007 : La Vengeance dans la peau (The Bourne Ultimatum) de Paul Greengrass
- 2009 : Very Bad Trip (The Hangover) de Todd Phillips
- 2009 : Ninja Assassin de James McTeigue
- 2009 : The King of Fighters de Gordon Chan
- 2010 : Tron : L'Héritage (Tron: Legacy) de Joseph Kosinski
- 2011 : Time Out (In Time) d'Andrew Niccol
- 2011 : Le Flingueur (The Mechanic) de Simon West
- 2011 : Conan (Conan the Barbarian) de Marcus Nispel
- 2012 : Jason Bourne : L'Héritage (The Bourne Legacy) de Tony Gilroy
- 2013 : Hansel et Gretel : Witch Hunters (Hansel & Gretel : Witch Hunters) de Tommy Wirkola
- 2014 : Ninja Turtles (Teenage Mutant Ninja Turtles) de Jonathan Liebesman
- 2015 : Hitman: Agent 47 d'Aleksander Bach

## Distinctions
Source : Internet Movie Database

### Récompenses
- Taurus World Stunt Awards 2008 : meilleure cascade pour La Vengeance dans la peau
- Screen Actors Guild Awards 2008 : meilleure équipe de cascadeurs pour La Vengeance dans la peau

### Nominations
- Taurus World Stunt Awards 2004 : meilleur combat pour Matrix Reloaded
- Toronto Film Critics Association Awards 2014 : meilleur premier film pour John Wick
- Indiewire Critics' Poll 2014 : meilleur premier film pour John Wick